# Фонтне сир Вегр
Фонтне сир Вегр (фр. Fontenay-sur-Vègre) је насељено место у Француској у региону Лоара, у департману Сарт.
По подацима из 2011. године у општини је живело 340 становника, а густина насељености је износила 29,67 становника/km².

## Демографија
| 1962. | 1968. | 1975. | 1982. | 1990. | 2011. |
| ----- | ----- | ----- | ----- | ----- | ----- |
| 418   | 362   | 320   | 272   | 247   | 340   |